# Pseudophoenix lediniana
Pseudophoenix lediniana är en enhjärtbladig växtart som beskrevs av Robert William Read. Pseudophoenix lediniana ingår i släktet Pseudophoenix och familjen Arecaceae. IUCN kategoriserar arten globalt som akut hotad. Inga underarter finns listade i Catalogue of Life.